# Forte delle Marze
Il forte delle Marze è una fortificazione costiera situata all'estremità nord-occidentale del territorio comunale di Grosseto, lungo il tratto costiero che collega Marina di Grosseto a Castiglione della Pescaia.

## Storia
Il complesso venne costruito dai Lorena nella seconda metà del Settecento, nel luogo in cui sorgeva probabilmente una fortificazione di epoca precedente. Oltre alle funzioni di avvistamento e di difesa, il complesso era un punto di raccolta del sale, dopo la dismissione delle storiche saline presso la torre della Trappola, e base per le opere di bonifica della zona dirette da Leonardo Ximenes.
Tra la fine del Settecento e la metà dell'Ottocento, la struttura svolse esclusivamente funzioni militari, per poi essere definitivamente disarmato.
La fortificazione ha subito successivamente profondi mutamenti, dovuti sia ad una pesante ristrutturazione avvenuta nei primi decenni del secolo scorso, sia all'arretramento della linea di costa. Quest'ultimo fenomeno, ha fatto sì che il fabbricato si trovi all'inizio della spiaggia e non più nella sua originaria posizione sulla battigia a contatto diretto con l'acqua del mare.

## Descrizione
Il forte delle Marze si presenta a sezione quadrangolare, con pareti rivestite in pietra ai livelli inferiori e in laterizio a quelli superiori; esteticamente ha acquisito le caratteristiche tipiche di una villa, a seguito della ristrutturazione del XX secolo che lo ha trasformato in casa-vacanze.
Gli elementi originari sono rintracciabili prevalentemente nelle cortine murarie a scarpa rivestite in pietra e nel corpo di fabbrica più alto, coperto da un tetto a 4 spioventi poco pronunciati caratterizzati da una serie di camini.
La terrazza chiusa dalla cortina muraria sul lato occidentale è sovrastata da una loggia novecentesca, coperta da una copertura spiovente.